# آ چو بان نوی
آ چو بان نوی (به لاتین: A Cho Ban Nôi) در لائوس است که در استان فونگسالی واقع شده‌است.